# Emanuel Fogl
Emanuel Fogl (* um 1842 in Pest, Ungarn; † 23. August 1901 in Wien) war ein österreichischer Wäscheunternehmer.

## Leben
Emanuel Fogl kam von Ungarn nach Wien und eröffnete dort zwei Geschäfte, zunächst 1864 den Laden „Zum Erzherzog Carl“ an der Kärntner Straße 27 im 1. Bezirk, später eine zweite Niederlassung am Kärntner Ring, die jedoch um 1868 geschlossen wurde. Seine Fabrik befand sich an der Gumpendorfer Straße 41, wo er um 1868 etwa 60 Arbeiterinnen beschäftigte. 
Fogl konnte die österreichische Wäscherzeugnisse zu einem „labour“-fähigen Export- und Handelsartikel erheben. Auf den Ausstellungen von 1867 wurde er mit einer Silbermedaille ausgezeichnet. Zu seinen Kunden gehört Kaiserin Karoline Auguste und Erzherzog Franz Karl von Österreich, die auf der Ausstellung in Salzburg seine Erzeugnisse für die k.k. Kammer angekauft haben sollen. Er war ebenfalls Lieferant für Uniformen der Offiziere und protokollierter Leinwäschehändler und Wäschewarenfabrikant.
Emanuel Fogl heiratete am 5. Mai 1867 in ihrer Geburtsstadt Anne ("Ettel") Gall (* um 1845 in Lemberg) nach jüdischem Ritus. Sie lebten an der Annagasse 18. Gemeinsam hatten sie eine Tochter und drei Söhne, die im jüdischen Glauben aufwuchsen. Die Ehe wurde im Juli 1895 geschieden.
Fogl beantragte am 24. März 1868 den Titel k.u.k. Hoflieferant und durfte ihn schon kurze Zeit später führen.